# 完美受害人
《完美受害人》（英語：The Perfect Victim）是2021年中国大陆悬疑犯罪片，导演杨泷杰，主演李乃文、冯文娟、张峻宁、芦展翔。该片围绕男孩“关勇”受到父亲家庭暴力的故事展开叙事。2021年6月25日在中国大陆上映。

## 演员
- 李乃文 饰 姜峰，刑警

- 冯文娟 饰 辛淇，周焰的前妻

- 张峻宁 饰 刘文佳

- 芦展翔 饰 关勇

- 赵子琪 饰 关母

- 郭阳 饰 嫌疑人哥哥

- 郭亮 饰 嫌疑人弟弟

- 刘凡菲 饰 雯雯

- 姬他

- 谭凯

- 张垒

- 冯国强

- 赵彦乔

- 蔡静一

## 制作
2019年9月7日，《完美受害人》在天津市开机。